# Mercedes-Benz Cup 2005 - Qualificazioni singolare
Le qualificazioni del singolare  del Mercedes-Benz Cup 2005 sono state un torneo di tennis preliminare per accedere alla fase finale della manifestazione. I vincitori dell'ultimo turno sono entrati di diritto nel tabellone principale. In caso di ritiro di uno o più giocatori aventi diritto a questi sono subentrati i lucky loser, ossia i giocatori che hanno perso nell'ultimo turno ma che avevano una classifica più alta rispetto agli altri partecipanti che avevano comunque perso nel turno finale.
Le qualificazioni del torneo Mercedes-Benz Cup 2005 prevedevano 32 partecipanti di cui 4 sono entrati nel tabellone principale.

## Teste di serie
1. Jonas Björkman (Qualificato)
2. Jean-René Lisnard (ultimo turno)
3. Giovanni Lapentti (secondo turno)
4. Dmitrij Tursunov (ultimo turno)

1. Noam Okun (primo turno)
2. Chris Guccione (secondo turno)
3. Ivo Heuberger (ultimo turno)
4. Mark Philippoussis (secondo turno)

## Qualificati
1. Jonas Björkman
2. Amir Hadad

1. Zack Fleishman
2. Sébastien de Chaunac

## Tabellone

### Legenda
| - Q = Qualificato - WC = Wild card - LL = Lucky loser | - ALT = Alternate - SE = Special Exempt - PR = Protected Ranking | - w/o = Walkover - r = Ritirato - d = Squalificato |

### Sezione 1
|  | Primo turno         | Primo turno         | Primo turno         | Primo turno | Primo turno |  |  | Secondo turno | Secondo turno       | Secondo turno       | Secondo turno | Secondo turno |   |   | Ultimo turno | Ultimo turno   | Ultimo turno   | Ultimo turno | Ultimo turno |  |
|  |                     |                     |                     |             |             |  |  |               |                     |                     |               |               |   |   |              |                |                |              |              |  |
|  | 1                   | Jonas Björkman      | Jonas Björkman      | 6           | 6           |  |  |               |                     |                     |               |               |   |   |              |                |                |              |              |  |
|  |                     | Toshiaki Sakai      | Toshiaki Sakai      | 2           | 0           |  |  | 1             | Jonas Björkman      | Jonas Björkman      | 6             | 6             |   |   |              |                |                |              |              |  |
|  | Mashiska Washington | Mashiska Washington | Mashiska Washington | 6           | 7           |  |  |               | Mashiska Washington | Mashiska Washington | 3             | 1             |   |   |              |                |                |              |              |  |
|  | Gary Sacks          | Gary Sacks          | Gary Sacks          | 3           | 63          |  |  |               |                     |                     |               |               |   |   | 1            | Jonas Björkman | Jonas Björkman | 6            | 6            |  |
|  | Eric Taino          | Eric Taino          | Eric Taino          | 7           | 6           |  |  |               |                     | 7                   | Ivo Heuberger | Ivo Heuberger | 4 | 4 |              |                |                |              |              |  |
|  | Phillip King        | Phillip King        | Phillip King        | 5           | 1           |  |  |               | Eric Taino          | Eric Taino          | 6(1)          | 4             |   |   |              |                |                |              |              |  |
|  | 7                   | Ivo Heuberger       | Ivo Heuberger       | 6           | 6           |  |  | 7             | Ivo Heuberger       | Ivo Heuberger       | 7             | 6             |   |   |              |                |                |              |              |  |
|  |                     | Kyu-Tae Im          | Kyu-Tae Im          | 4           | 4           |  |  |               |                     |                     |               |               |   |   |              |                |                |              |              |  |

### Sezione 2
|  | Primo turno    | Primo turno        | Primo turno    | Primo turno | Primo turno |  |  | Secondo turno | Secondo turno      | Secondo turno     | Secondo turno | Secondo turno |   |   | Ultimo turno | Ultimo turno      | Ultimo turno | Ultimo turno | Ultimo turno |  |
|  |                |                    |                |             |             |  |  |               |                    |                   |               |               |   |   |              |                   |              |              |              |  |
|  | 2              | Jean-René Lisnard  | 6              | 5           | 6           |  |  |               |                    |                   |               |               |   |   |              |                   |              |              |              |  |
|  |                | Raphael Durek      | 1              | 7           | 3           |  |  | 2             | Jean-René Lisnard  | Jean-René Lisnard | 6             | 6             |   |   |              |                   |              |              |              |  |
|  | Robert Yim     | Robert Yim         | Robert Yim     | 6           | 6           |  |  |               | Robert Yim         | Robert Yim        | 3             | 2             |   |   |              |                   |              |              |              |  |
|  | Nima Roshan    | Nima Roshan        | Nima Roshan    | 4           | 4           |  |  |               |                    |                   |               |               |   |   | 2            | Jean-René Lisnard | 1            | 6            | 4            |  |
|  | Amir Hadad     | Amir Hadad         | Amir Hadad     | 6           | 6           |  |  |               |                    |                   | Amir Hadad    | 6             | 3 | 6 |              |                   |              |              |              |  |
|  | Denis Zivkovic | Denis Zivkovic     | Denis Zivkovic | 3           | 3           |  |  |               | Amir Hadad         | 7                 | 64            | 6             |   |   |              |                   |              |              |              |  |
|  | 8              | Mark Philippoussis | 6              | 2           | 6           |  |  | 8             | Mark Philippoussis | 6(0)              | 7             | 4             |   |   |              |                   |              |              |              |  |
|  |                | Bo Hodge           | 4              | 6           | 2           |  |  |               |                    |                   |               |               |   |   |              |                   |              |              |              |  |

### Sezione 3
|  | Primo turno     | Primo turno       | Primo turno       | Primo turno | Primo turno |  |  | Secondo turno | Secondo turno     | Secondo turno | Secondo turno | Secondo turno |    |   | Ultimo turno   | Ultimo turno   | Ultimo turno | Ultimo turno | Ultimo turno |  |
|  |                 |                   |                   |             |             |  |  |               |                   |               |               |               |    |   |                |                |              |              |              |  |
|  | 3               | Giovanni Lapentti | Giovanni Lapentti | 6           | 6           |  |  |               |                   |               |               |               |    |   |                |                |              |              |              |  |
|  |                 | Sam Querrey       | Sam Querrey       | 4           | 4           |  |  | 3             | Giovanni Lapentti | 6             | 4             | 4             |    |   |                |                |              |              |              |  |
|  | Zack Fleishman  | Zack Fleishman    | Zack Fleishman    | 6           | 6           |  |  |               | Zack Fleishman    | 4             | 6             | 6             |    |   |                |                |              |              |              |  |
|  | Shane La Porte  | Shane La Porte    | Shane La Porte    | 3           | 3           |  |  |               |                   |               |               |               |    |   | Zack Fleishman | Zack Fleishman | 3            | 7            | 6            |  |
|  | Jamil Al Agba   | Jamil Al Agba     | Jamil Al Agba     | 6           | 6           |  |  |               |                   | Jamil Al Agba | Jamil Al Agba | 6             | 65 | 3 |                |                |              |              |              |  |
|  | Michael McClune | Michael McClune   | Michael McClune   | 0           | 2           |  |  |               | Jamil Al Agba     | 4             | 6             | 7             |    |   |                |                |              |              |              |  |
|  | 6               | Chris Guccione    | Chris Guccione    | 6           | 7           |  |  | 6             | Chris Guccione    | 6             | 4             | 5             |    |   |                |                |              |              |              |  |
|  |                 | Kiantki Thomas    | Kiantki Thomas    | 0           | 65          |  |  |               |                   |               |               |               |    |   |                |                |              |              |              |  |

### Sezione 4
|  | Primo turno   | Primo turno          | Primo turno      | Primo turno | Primo turno |  |  | Secondo turno        | Secondo turno        | Secondo turno    | Secondo turno        | Secondo turno |   |   | Ultimo turno | Ultimo turno     | Ultimo turno | Ultimo turno | Ultimo turno |  |
|  |               |                      |                  |             |             |  |  |                      |                      |                  |                      |               |   |   |              |                  |              |              |              |  |
|  | 4             | Dmitrij Tursunov     | Dmitrij Tursunov | 7           | 6           |  |  |                      |                      |                  |                      |               |   |   |              |                  |              |              |              |  |
|  |               | Alejandro Falla      | Alejandro Falla  | 6           | 4           |  |  | 4                    | Dmitrij Tursunov     | Dmitrij Tursunov | 6                    | 6             |   |   |              |                  |              |              |              |  |
|  | Karan Rastogi | Karan Rastogi        | Karan Rastogi    | 6           | 6           |  |  |                      | Karan Rastogi        | Karan Rastogi    | 2                    | 2             |   |   |              |                  |              |              |              |  |
|  | Tomáš Cakl    | Tomáš Cakl           | Tomáš Cakl       | 3           | 4           |  |  |                      |                      |                  |                      |               |   |   | 4            | Dmitrij Tursunov | 6            | 65           | 4            |  |
|  | Glenn Weiner  | Glenn Weiner         | 6                | 3           | 6           |  |  |                      |                      |                  | Sébastien de Chaunac | 2             | 7 | 6 |              |                  |              |              |              |  |
|  | Lester Cook   | Lester Cook          | 4                | 6           | 4           |  |  | Glenn Weiner         | Glenn Weiner         | 4                | 6                    | 4             |   |   |              |                  |              |              |              |  |
|  |               | Sébastien de Chaunac | 7                | 2           | 6           |  |  | Sébastien de Chaunac | Sébastien de Chaunac | 6                | 1                    | 6             |   |   |              |                  |              |              |              |  |
|  | 5             | Noam Okun            | 63               | 6           | 4           |  |  |                      |                      |                  |                      |               |   |   |              |                  |              |              |              |  |